# Skil-Argos/Saison 2012
Dieser Artikel listet Erfolge und Fahrerinnen des Radsportteams Skil-Argos in der Saison 2012 auf.
Die Mannschaft schloss die UCI-Weltrangliste auf Rang 14 und den UCI-Weltcup 2012 auf Rang 7 ab.

## Team
| Fahrerin           | Geburtsdatum | Nationalität |
| ------------------ | ------------ | ------------ |
| Regina Bruins      | 07.10.1986   | Niederlande  |
| Suzanne de Goede   | 16.04.1984   | Niederlande  |
| Anne de Wildt      | 29.10.1989   | Niederlande  |
| Janneke Kanis      | 15.02.1985   | Niederlande  |
| Kelly Markus       | 07.02.1993   | Niederlande  |
| Amy Pieters        | 01.06.1991   | Niederlande  |
| Esra Tromp         | 15.10.1990   | Niederlande  |
| Monique van de Ree | 02.03.1988   | Niederlande  |
| Linda van Rijen    | 15.06.1988   | Niederlande  |
| Adrie Visser       | 19.10.1983   | Niederlande  |

## Erfolge
| Datum | Rennen               | Kat. | Siegerin         |
| ----- | -------------------- | ---- | ---------------- |
| 29.2. | Le Samyn des Dames   | 1.2  | Adrie Visser     |
| 15.4. | Ronde van Gelderland | 1.2  | Suzanne de Goede |
| 4.8.  | Erpe-Mere            | 1.2  | Adrie Visser     |